# Johann Georg Bergmüller

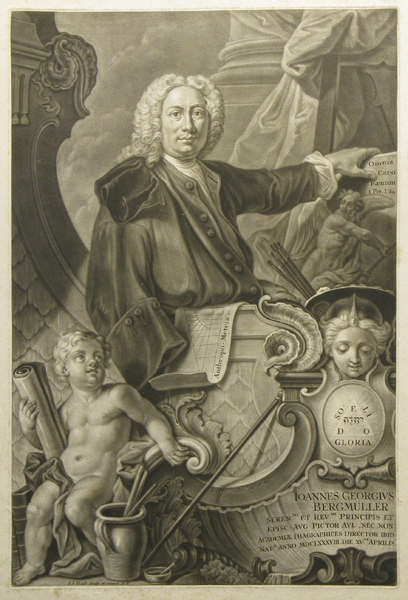
Johann Georg Bergmüller

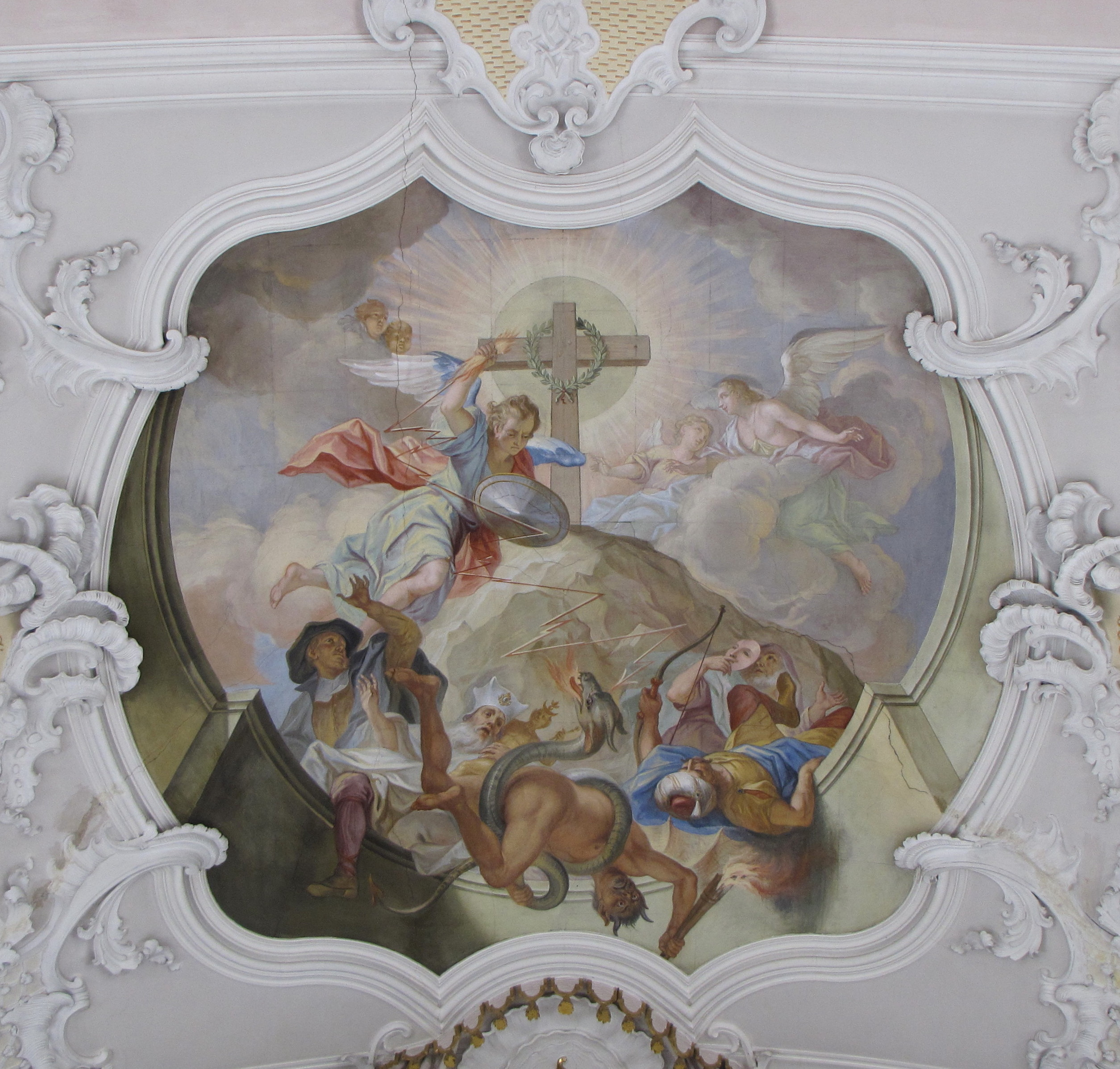
Freska v kostele v Fulpmes

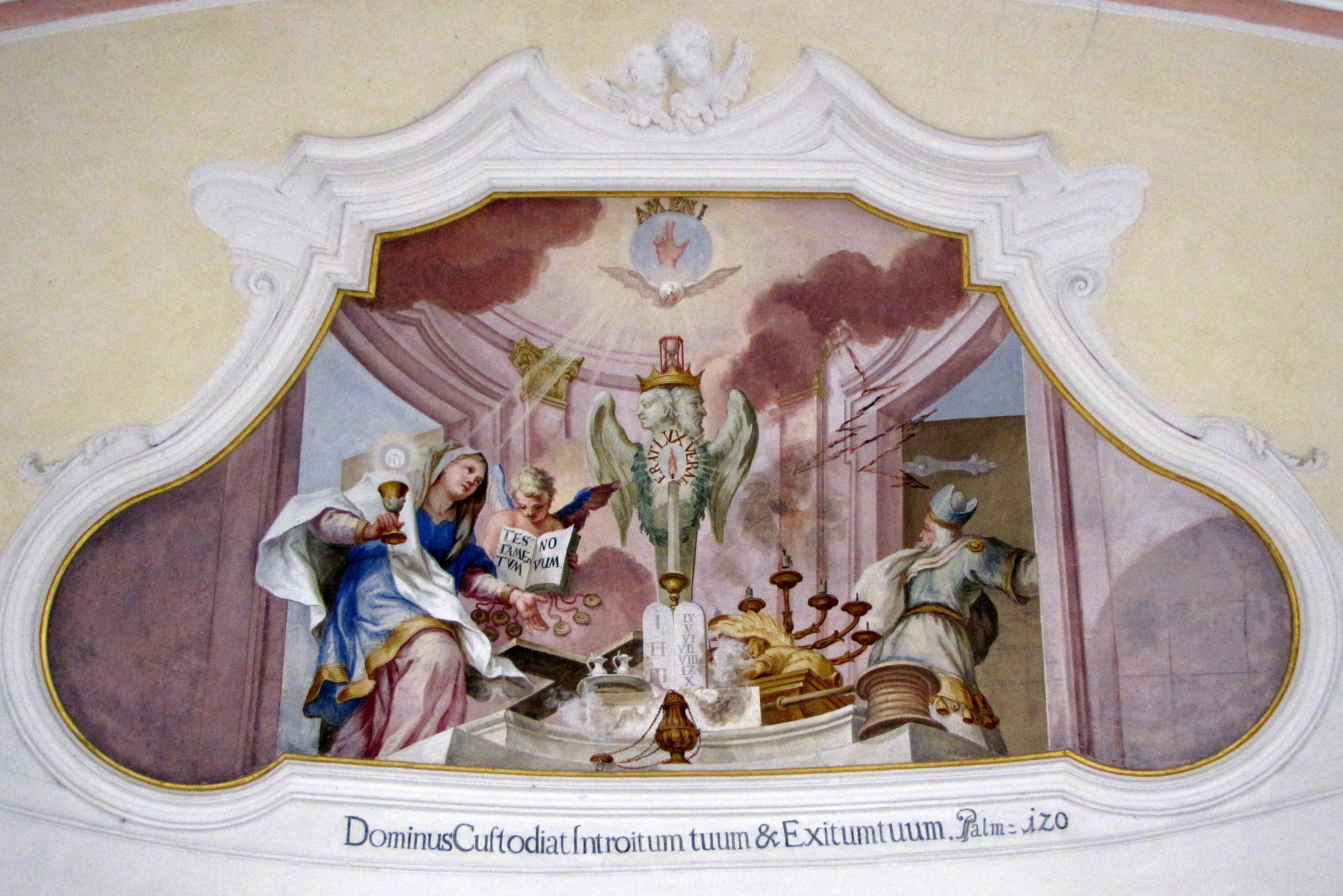
Freska v kostele Ochsenhausenu

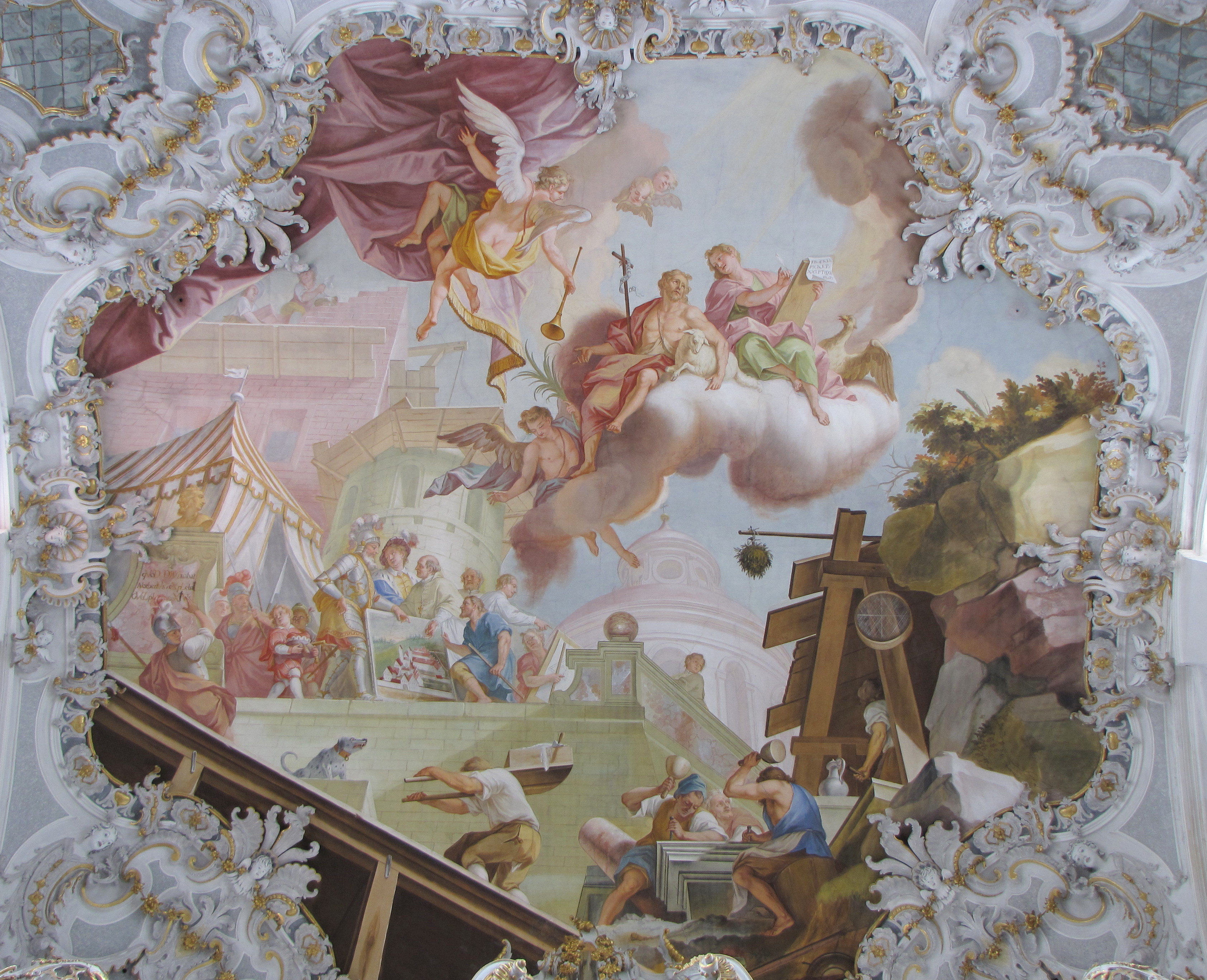
Freska v kostele v Steingadenu

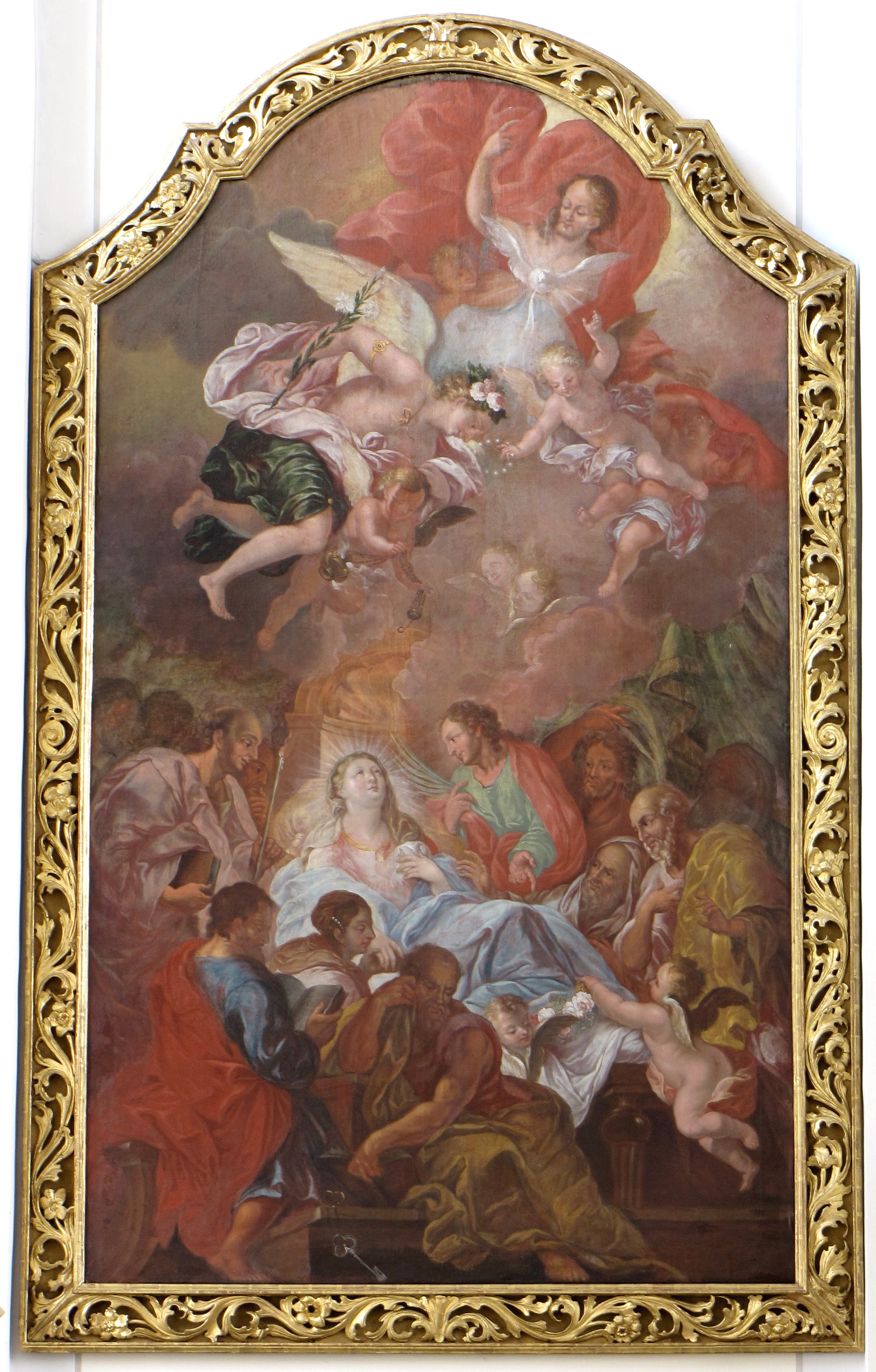
Oltářní obraz v kostele v Ummendorfu

Johann Georg Bergmüller (také Bergmiller, B[P]erckhmüller, 15. dubna 1688, Türkheim – 30. března 1762 Augsburg) byl bavorský výtvarník, významný barokní umělec, jeden z největších freskařů své doby.

## Život
Bergmüller získal první řemeslné a umělecké základy v dílně svého otce, jenž byl truhlářem. Záhy projevil talent a byl coby 14letý chlapec poslán na učení ke dvornímu mnichovskému malíři Johannu Andreasi Wolffovi. V roce 1711 vykonal studijní cestu do Nizozemí, které bylo centrem tehdejšího evropského malířského umění. Po svém návratu se stal malířským mistrem a zakotvil v jihobavorském Augsburgu. V roce 1711 se oženil s Barbarou Kreutzerin, s níž měl deset dětí. Jeden z jeho synů Johann Baptist Konrad Bergmüller se stal též proslulým mědirytcem, rytcem a teoretikem umění.
Na augsburské říšské akademii, jež byla založena v roce 1710, přednášel až do své smrti v roce 1762, přičemž od roku 1730 byl jejím ředitelem. V roce 1723 vydal dílo „Anthropometria“, jež se stalo základní učebnicí pro výuku na tamější akademii a zásadní učební pomůckou v oblasti teorie proporcí. K jeho nejslavnějším žákům patřili např. Johann Georg Wolcker, Gottfried Bernhard Götz či Johann Evangelista Holzer.

## Dílo
Bergmüller se proslavil především svým freskařským umem. Jeho fresky zdobí církevní i světské budovy v celém Bavorsku, Rakousích, Tyrolech apod. Podíváme-li se demonstrativním výčtem na jeho díla, tak potom v roce 1710 vytvořil stropní fresky v Kreuzpullachu u Mnichova, v roce 1721 cyklus fresek v mariánské kapli v augsburském Dómu, v letech 1723–1726 oltářní obrazy pro bývalý kostelní klášter svatého Kříže v Donauwörthu, 1728–1729 boční oltářní obrazy pro bývalý klášterní kostel Nanebevzetí Panny Marie v Aldersbachu, 1741–1742 fresky pro farní kostel (bývalý premonstrátský klášter kostel) sv. Jana Křtitele ve Steingadenu, 1747–1748 stropní fresky a Křížovou cestu ve farním kostele sv. Víta ve Fulpmes v Tyrolsku, 1748 fresky pro bývalý karmelitánský klášterní kostel svaté Anny v Augsburgu, 1750 stropní fresky v sále zámku Haimhausen, v 50. letech 18. století se potom podílel na freskové výzdobě poutního kostela sv. Rassa v Grafrathu, na sklonku svého života v letech 1760–1761 vytvořil oltářní obrazy pro farní kostel svatého Martina v Erbachu.